# Janitsjarer

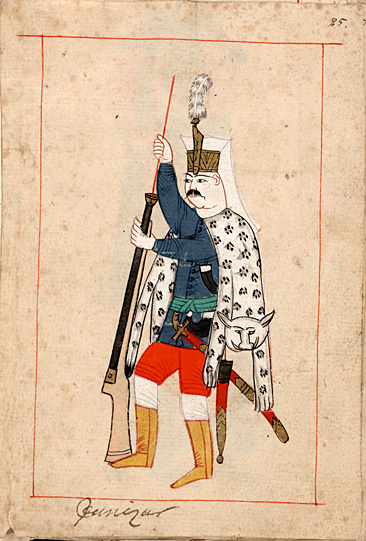
Janitsjar 1657; från Claes Rålambs turkiska dräktbok.

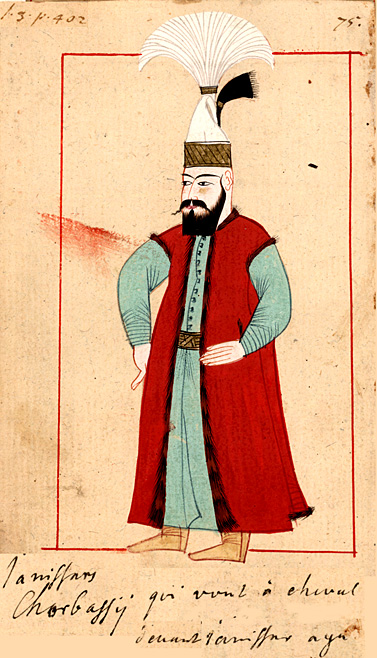
Janitsjarernas schorbadji-baschi 1657; från Claes Rålambs dräktbok.

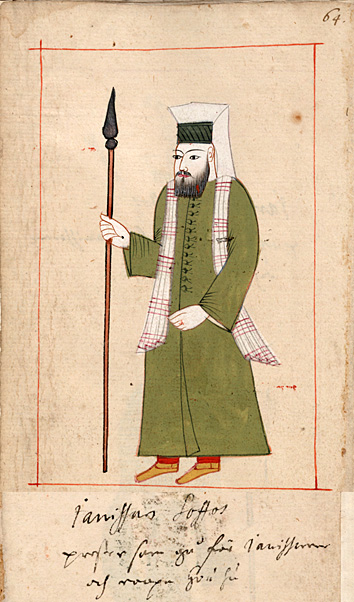
Bektashidervischerna utgjorde janitsjarernas själavårdspersonal; från Claes Rålambs dräktbok.

Janitsjarer (från osmanska يڭيچرى yeniçeri betydelse "ny soldat"), var elitinfanterisoldater som utgjorde den osmanske sultanens personliga livgarde. Sultanen Murad I skapade styrkan år 1383. Den blev sedan upplöst av sultanen Mahmud II år 1826 i vad som kom att kallas "Den Gynnsamma Incidenten". De var en elitkår vars inre sammanhållning cementerades av strikt disciplin och utbredd ordning.

## Tillkomst
Moderna historiker daterar bildandet av janitsjarerna till omkring 1365, under Orhans son Murad den förstes styre, den förste sultanen över det osmanska Imperiet. Janitsjarerna blev den första stående armén i vilken janitsjarerna ersatte styrkor som för det mesta bestod av stamkrigare (ghazis) vars moral och lojalitet inte alltid kunde garanteras.
Från år 1380 till 1648 rekryterades Janitsjarerna genom ett system som kallas Devşirme, vilket avskaffades 1638 . Detta syftade på bortrövandet (förslavandet) av icke-muslimska pojkar, särskilt Anatoliens och Balkans kristna befolkning; den judiska befolkningen blev aldrig utsatt för devşirme, inte heller barn från turkiska familjer. I det tidiga skedet av devşirme blev alla kristna inskrivna utan urskillning. Senare föredrogs folk från Albanien, Grekland och Serbien.
De delades in i fem klasser. I den högsta klassen, vars medlemmar var sultanens livpager, fanns aldrig mer än 25–30 unga män. Den utgjorde en förskola för de högsta hov- och statsämbetena, och de flesta storvesirerna kom från klassen.
Janitsjarerna var kapıkulları (sing. kapıkulu), "dörrslavar", varken fria män eller vanliga slavar (Turkiska: köle). De utsattes för hård disciplin och var den första armén inom imperiet att bära uniform, men betalades löner och pensioner vid pensionering och bildade sin egen distinkta samhällsklass. Som sådan, blev de en av de härskande klasserna i det Ottomanska imperiet, fullt i klass med den turkiska aristokratin. De mest begåvade av janitsjarerna skickades till palatsets institution, Enderun. Genom meritokrati fick Janitsjarerna mycket makt och inflytande inom imperiet, varför de hindrade alla försök till reformering av militären.
Enligt militärhistoriker skulle de turkiska administratörerna genomsöka sina regioner (speciellt Balkan) var femte år på jakt efter de starkaste sönerna bland sultanens kristna undersåtar. Dessa pojkar (vanligtvis i åldrarna 6 till 14) togs från sina föräldrar och gavs till turkiska familjer i provinserna för att lära sig turkiska och turkiska seder, samt studera islam. Rekryterna blev indoktrinerade i islam, tvingades genomgå omskärelse och övervakades dygnet runt av eunucker. De underkastades hård disciplin, var förbjudna att odla skägg, utöva något annat yrke än soldatens och fick inte gifta sig. Som följd av detta var Janitsjarerna extremt väldisciplinerade trupper, och upptogs i askeriklassen, de förnämsta medborgarna, eller militärklassen. Janitsjarerna var näst efter sultanen i rangordningen inom imperiet.
Som åldersgräns för inträde i janitsjarerkåren gällde till en början 25 år, och först då perserkrigen skapat oreda i härorganisationen gick man under denna gräns. Till följd av deras egenskap av elittrupp översteg janitsjarernas antal knappast någonsin 15 000.

## Kännetecken
Janitsjartrupperna utmärkte sig på många olika sätt. De bar unika uniformer, de betalades regelbundna löner för sina tjänster, marscherade till musik (mehter), bodde i förläggningar och var den första kåren som använde skjutvapen i större omfattning. Som janitsjar ingick man i en sammansvetsad gemenskap, i praktiken var det soldatens familj. Traditionellt sett, efter att sultanen auktoriserat utbetalningarna till janitsjarerna, skulle han själv besöka förläggningarna iförd traditionell janitsjaruniform, och fick betalt vid sidan om sina män. De tjänstgjorde även som polismän, palatsvakter och brandmän under fredstid. Janitsjarerna fick ett mycket brett stöd i krigstider, de var mycket välorganiserade. Deras vapen och ammunition blev transporterade och återprovianterade av cebeci-trupperna. De drog i fält med egna muslimska och judiska läkare och deras sjuka och sårade blev evakuerade till mobila sjukhus som hade satts upp bakom frontlinjerna.
Tack vare dessa förhållanden, plus deras imponerande disciplin och krigserfarenhet, blev janitsjarerna föremål för intresse och studium av väst redan i samtiden. Även om begreppet modern armé till slut införlivades i väst och kom att överträffa janitsjarerna i de flesta avseenden, blev de ändå en symbol för det osmanska imperiet i det västerländska tankesättet. I mitten av 1800-talet hade janitsjarerna fått tillåtelse att utöva en rad yrken och fick rätt att gifta sig och anmäla sina söner till janitsjarkåren och i mångt och mycket fortsätta att leva i förläggning. Många blev administratörer och lärda män. Överåriga janitsjarer fick pensioner och deras barn togs också om hand. Denna utveckling bort från den ursprungliga militära inriktningen blev den främsta orsaken till systemets förfall.

## Janitsjarmusik

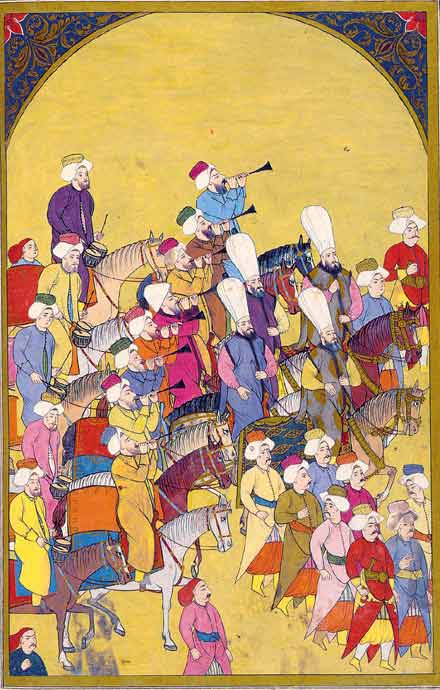
Mehterhâne eller janitsjarmusikkår 1720

Janitsjarerna hade alltid stora orkestrar med sig på slagfälten och på väg till strider. Orkestern spelade kraftfull, högljudd, militärisk musik (mycket hårda trumtakter och blåshorn) för att komma i extas och skrämma fienden. Denna janitsjarmusik, ofta kallad "turkisk musik", lade grunden till den moderna militära marschmusiken samt det som idag betecknas som balkansk eller romsk folkmusik spelad på mässingsinstrument likt den artisterna Goran Bregovic och Boban Marković är kända för.

## Politisk kraft
Janitsjarernas oregerlighet framträdde tidigt. De tilltvingade sig inte bara större och större gåvor vid tronskiftena utan tvingade till exempel år 1515, under det persiska fälttåget, Selim I att avrätta storvesiren, den militära överdomaren och deras egen anförare. Man såg sig till och med tvungen att oskadliggöra kåren genom att dela dem i olika gränsgarnisoner. År 1581 fanns exempelvis endast 4 000 janitsjarer i själva Istanbul.
Osman II försökte upplösa kåren då deras stränga syn på islam, ökad prestige och inflytande i regeringen hotade hans makt, och han ansåg dem vara skyldiga till förlusterna i sultanens krig emot Polen, försöket kostade honom livet (1622). 1804 avrättade janitsjarerna alla serbiska adelsmän i centrala Serbien efter misstankar att de, tillsammans med sultanen, ville försöka upplösa förbandet. Detta ledde till början av den serbiska revolutionen vilken skulle avsluta det 300 år långa muslimska styret över landet.
1807 revolterade janitsjarerna mot Selim III när han försökte modernisera armén. Hans följeslagare misslyckades att återföra Selim till makten innan Mustafa IV fick honom avrättad och detta lyfte Mahmud II till tronen. När janitsjarerna försökte få bort Mahmud från tronen fängslade och avrättade han Mustafa IV och kom till en förlikning med janitsjarförbanden.

## Upplösning
Mahmud II (1808–1839) lyckades dock upplösa janitsjarerna i vad som kom att kallas "den lyckliga händelsen". Ett reorganisationsförslag, vars syfte var att få janitsjarerna att revoltera emot den nu förberedde sultanen, enligt vilket bland annat europeisk exercis infördes, medförde att janitsjarerna satte sig till motvärn (16 juni 1826). Sultanen lyckades med trogna trupper och kanoner anfalla, nedgöra och i kasernerna i Istanbul innebränna en stor del av dem. De som överlevde avrättades på öppen gata, vilket blev känt som De blodiga tornen i Thessaloniki. Kåren förklarades upplöst 17 juni 1826, och försök till motstånd av janitsjarerna i provinserna kvävdes. Antalet dödade har uppskattats till 15 000 och antalet förvisade till mer än 20 000. Deras egendom tillföll sultanen.

## Populärkultur
- Janitsjarer förekommer i många videospel såsom: Europa Universalis IV, Atlantica Online, Assassin's Creed: Revelations, Rise of Nations, Empire Earth 2, Civilization IV: Beyond the Sword, Civilization V, Age of Empires 2: The Age of Kings, Age of Empires II: The Conquerors, Age of Empires 3, Medieval II: Total War, Empire: Total War and Napoleon: Total War.
- The Janissary Tree, en novell av Jason Goodwin som utspelar sig under 1800-talets Istanbul
- The Sultan's Helmsman, en historisk novell av Ottomanska flottan samt Italien under renässansen
- The Historian, en novell av Elizabeth Kostova
- "The Janissaries of Emilion", en kort berättelse av Basil Copper